# Иоанн Мосх
Иоанн Мосх (греч. Ιωάννης Μόσχος, от греч. ὁ τοῦ Μόσχου — «сын Мосха»; 550—619) — православный византийский монах и известный духовный писатель конца VI — начала VII века.

## Жизнеописание
Иоанн Мосх родился предположительно в Дамаске. Жил в монастыре святого Феодосия (ныне Deir Dosi) около Иерусалима, Иорданской пустыне и, по некоторым данным, в монастыре на юго-востоке Вифлеема. Много путешествовал по разным монастырям вместе со своим учеником Софронием, впоследствии Иерусалимским патриархом.
Иоанн Мосх является автором одной из наиболее ранних агиографических работ, составив сборник повестей о благочестивых людях и подвижниках, который обычно носит название «Луга Духовного» (греч. Λειμών). В списках древнего русского перевода он называется «Лимонарь» (греч. Λειμωνάριον), или (чаще) «Синайский патерик».

## Сочинения
- Луг духовный / Пер. прот. М. И. Хитрова. Сергиев Посад, 1915.
- Лимонарь / Текст исследовал и словарем снабдил И. Абуладзе. Тб., 1960 (на груз. яз.).
- Ал-Бустaн. По синайской рукописи X в. / Арабский текст с груз. пер. и исследованием издала Р. В. Гварамия. Тб., 1965.
- Синайский патерик / Изд. подгот. В. С. Голышенко, В. Ф. Дубровина. М., 1967.